# آدام گیورچو
آدام گیورچو (انگلیسی: Ádám Gyurcsó؛ زادهٔ ۶ مارس ۱۹۹۱) بازیکن فوتبال اهل مجارستان است.
از باشگاه‌هایی که در آن بازی کرده‌است می‌توان به باشگاه فوتبال پوگون شچچین، باشگاه فوتبال هایدوک اسپلیت، و باشگاه فوتبال مول فهروار اشاره کرد.
وی همچنین در تیم‌های ملی فوتبال زیر ۲۱ سال مجارستان و مجارستان بازی کرده‌است.